# چرکاسی (شهرستان استرلیتاماکسکی، باشقیرستان)
چرکاسی (انگلیسی: Cherkassy, Sterlitamaksky District, Republic of Bashkortostan) یک شهرک در شهرستان استرلیتاماکسکی استان باشقیرستان کشور روسیه است.